# Song of Norway
Song of Norway è un film del 1970 diretto da Andrew L. Stone.

## Distribuzione
La pellicola è stata distribuita nelle sale cinematografiche statunitensi a partire dal 4 novembre 1970.